# Замок Беркли
Беркли (англ. Berkeley Castle иногда Berkley Castle) — средневековый замок в городе Беркли, графство Глостершир. Первоначальная постройка его относится к XI столетию. В Великобритании государственной комиссией Английское наследие отнесён к категории исторических объектов I степени. Начиная с XII столетия находится во владении семейства Беркли (за исключением незначительного периода, когда являлся королевской собственностью дома Тюдоров). В 1327 году в замке Беркли был убит король Англии Эдуард II.

## Замок
Первоначально в Беркли был построен замок-мотт Уильямом Фицосберном, 1-м графом Херефордом в 1067 году. В течение трёх поколений он принадлежал рыцарю Роджеру де Торси и его семье, принявшим фамилию де Беркли. В первой половине XII века они перестраивают замок. Все главы рода носили также имя Роджер. У последнего из Роджеров де Беркли замок был в 1152 году отобран королём, так как тот во время феодальной смуты отказал династии Плантагенетов в поддержке. Титул барона Беркли был передан Роберту Фицгардингу, богатому горожанину из Бристоля, поддерживавшему династию. Он стал основателем феодального дома Беркли, владеющего замком по сей день. В 1153—1154 годах Р. Фицгардинг получил от короля Генриха II разрешение на перестройку замка, имевшего большое значение для защиты путей, ведущих к Бристолю, эстуарию реки Северн и подходов к границе с Уэльсом. В 1153—1156 Фицгардинг сооружает здесь донжон, затем в 1160—1190 годы — куртину, строительство которой было закончено уже при сыне Роберта, Морисе. Большая часть позднейших построек была возведена XIV веке, при Томасе де Беркли, 3-м бароне Беркли.

## Убийство Эдуарда II
В 1326 году замок Беркли был разграблен одним из фаворитов Эдуарда II, Хью ле Диспенсером. Вскоре после этого, в 1327 Эдуард II был свергнут с престола своей супругой Изабеллой Французской и её союзником, Роджером Мортимером, 1-м графом Марч. Арестованного под стражей доставили в замок Беркли, где за ним должны  были присматривать Томас де Беркли и его зять, Джон Мальтраверс, 1-й барон Мальтраверс. В замке король находился 5 месяцев, с апреля по сентябрь. В этот период отряд верных Эдуарду воинов сумел захватить замок и освободить его. Однако вскоре он снова был пойман и в сентябре доставлен в Беркли.
21 сентября 1327 года Эдуард II был убит при невыясненных обстоятельствах (различные спекуляции в литературе на этот счёт не имеют под собой оснований). Келья, где король был заключён и убит, сохранилась и по сей день. Английский парламент издал постановление, в котором смерть монарха объявлялась несчастным случаем, тело погибшего было забальзамировано, около месяца находилось в замковой капелле в донжоне, а затем захоронено в соборе Глостера. В состоявшемся позднее расследовании Томас де Беркли обвинялся в содействии убийцам, однако он сумел доказать, что во время происшествия в замке не находился, и что преступление было совершено людьми Роджера Мортимера. В 1337 Томас был официально освобождён от всех обвинений.

## Позднейшая история

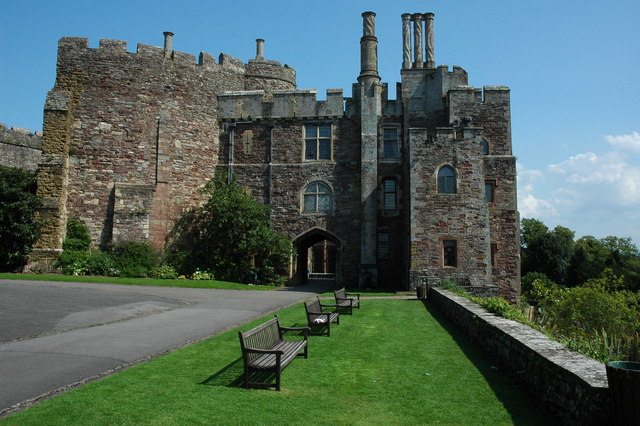
Донжон и внутренние ворота

В XIV столетии в замке была обновлена крыша над Рыцарским залом. Здесь же скончался последний придворный шут Англии, Дикки Пирс, упавший с балкона Рыцарского зала и разбившийся насмерть. Рядом с залом находятся две капеллы с фресками и деревянными перекрытиями, а также с извлечениями из Библии на нормандском языке. В XVI веке семейство Беркли переходит из католичества в протестантизм. Во время Гражданской войны в Англии замок был осаждён армией республиканцев под командованием полковника Томаса Рейнборо, и в 1645 королевский гарнизон капитулировал. При осаде применялась артиллерия, установленная на крыше соседствующей церкви Сент-Мэри. Стены замка после его взятия были снесены, и он был передан своим владельцам при условии, что они не будут восстанавливать внешние укрепления и донжон. Этот запрет, согласно принятому тогда Парламентом закону, действует и сегодня. Строения, возведённые в этих местах позднее, выполняют лишь декоративные функции и обеспечивают безопасность персонала. В начале XX столетия часть замка была реконструирована по указанию 8-го барона Беркли (в том числе в стиле модерн).
Замок окружают садовые террасы, например «Боулинг Грин», разбитый при королеве Елизавете I, а также сосны (одна из них выросла из отпрыска, срезанного от ствола во время сражения при Каллодене в 1746 году).
К настоящему времени Беркли является третьим древнейшим (после Тауэра и Виндзорского замка) в Англии, постоянно заселённым замком и древнейшим, находящимся во владении одной и той же семьи. Начиная с 1997 года большая часть замка доступна для посещений, лишь 15 % от всех помещений находятся в частном пользовании фамилии.
Имя замка Беркли носят два корабля британских военно-морских сил, так же был назван локомотив сети Great Western Railway. В замке неоднократно снимались телесериалы и кинофильмы (например, Охотники на привидений (The Ghost Hunter), от BBC, и др.).